# Apoštolský list
Apoštolský list je druh církevního dokumentu, který církevní autorita (např. synod), ale především papež nebo biskupové, adresují ve formě dopisu věřícím.

## Historické rozdělení
Rozlišujeme apoštolské listy:
- papežů v období prvotní církve
- středověkých papežů
- papežů moderní doby a současné (příkladem může být apoštolský list Summorum pontificum)

## Závažnost dokumentu
Podle právní závažnosti stojí apoštolský list na čtvrtém místě:
1. Apoštolská konstituce (lat. Constitutio Apostolica)
2. Encyklika (lat. Epistola Encyclica)
3. Apoštolská exhortace (lat. Exhortatio Apostolica)
4. Apoštolský list (lat. Epistola Apostolica)
5. List (lat. Epistola)
6. Poselství (lat. Nuntius)